# Louis Lucipia
Louis Lucipia, né le 18 novembre 1843 à Nantes et mort le 21 mai 1904 à Paris, est un journaliste et homme politique français.

## Biographie
Né à Nantes, Louis Adrien Lucipia se lie au cours de ses études à Paris dans les années 1865 avec Léo Melliet et participe à l'Internationale (AIT). Il est l'un des signataires, le 6 janvier 1871, de l'Affiche rouge, appelant à la constitution de la « Commune ». Il prend part à la Commune de Paris et écrit dans Le Cri du peuple,. Accusé sans raison d’être mêlé à la mort des dominicains d'Arcueil, il est condamné à mort puis gracié et déporté en Nouvelle-Calédonie. Il rentre en France en 1880 et participe à des journaux radicaux comme La Justice. 
En 1890, il est élu conseiller de Paris ; il est président du conseil général de la Seine en 1895, puis président du conseil municipal de Paris en 1899. Il est battu aux élections en 1900.  
Directeur d'asile psychiatrique de Villejuif 1900 à 1904, il est également membre du conseil de surveillance de l'Assistance publique et vice-président du conseil de surveillance du Mont-de-piété de Paris et de la société des journalistes républicains. 
Franc-maçon initié en 1887 ou 1888 à la loge « Les Droits de l'Homme », il rentre au conseil de l'ordre en 1894, il devient président du Grand Orient de France de 1895 à 1896 et de 1898 à 1900.
Il meurt le 21 mai 1904 à l'hôpital Sainte-Anne dans le 14e arrondissement de Paris,. Il repose dans la 89eme division du Cimetière du Père Lachaise.

### Postérité
Une allée de Rennes porte son nom.